# Hard Luck Woman
Hard Luck Woman je píseň americké rockové skupiny Kiss vydaná na albu Rock and Roll Over. Píseň napsal Paul Stanley původně pro zpěváka Roda Stewarta , ale po úspěchu balady Beth se skupina rozhodla si píseň ponechat pro sebe a vydat ji jako singl. Zpívá opět Peter Criss a jde o pokus navázat baladou na předešlý singlový úspěch.Song se umístil na 15 místě žebříčku.

## Další výskyt
„Hard Luck Woman“ se objevila na následujících albech Kiss:
- Destroyer - originální studiová verze
- Alive II - koncertní verze
- Double Platinum - remix verze
- Greatest Kiss - studiová verze
- The Very Best of Kiss - studiová verze
- The Best of Kiss, Volume 1: The Millennium Collection -
- Gold - studiová verze
- The Box Set -
- Kiss 40 -
- Ikons - studiová verze

### Umístění
| Hitparáda (1994)      | Umístění |
| --------------------- | -------- |
| Canada                | 23       |
| U.S. Billboard Top 40 | 26       |

## Sestava
- Paul Stanley – zpěv, rytmická kytara
- Gene Simmons – zpěv, basová kytara
- Ace Frehley – sólová kytara, basová kytara
- Peter Criss – zpěv, bicí, perkuse